# En forårsdag i helvede
En Forårsdag i Helvede er en dansk dokumentarfilm fra 1976 instrueret, skrevet og fortalt af Jørgen Leth. Filmen følger den 74. udgave af cykelløbet Paris-Roubaix i 1976 med fokus på deltagerne, organisatorerne og tilskuerne.
Paris-Roubaix er den mest berømte og dramatiske forårsklassiker. Meget af spændingen kommer fra de smalle, brostenstoppede veje, de såkaldte pavéer, der skaber kvælende støv, når solen skinner, og en dræbende mudderpøl, når det regner. For rytterne er det en stor udfordring at holde balancen og undgå punktering i det vanskelige terræn.
Filmen fanger ikke blot begivenhederne i løbet, men også atmosfæren. I begyndelsen introduceres stjernerne: Eddy Merckx, Roger De Vlaeminck (vinder i 1975), Freddy Maertens og Francesco Moser, samt deres respektive hjælperyttere. Filmen giver desuden et blik på løbsarrangørerne, en demonstration af afskedigede typografer, tilskuere, sportskommentatorer og mekanikere. Når rytterne når "L'Enfer du Nord" (Helvedet i nord), begynder udskillelsen. Ryttere punkterer, styrter og udfører taktiske manøvrer. I afslutningen på cykelstadionet i Roubaix har kun fire ryttere chancen for at vinde, herunder den italienske mester Moser og den forsvarende mester De Vlaeminck. Vinder bliver overraskende belgieren Marc Demeyer, der kørte sin egen chance, efter hans kaptajn Maertens udgik ved et styrt.
Efter løbet ser man en kort – og efter nutidens standarder temmelig moderat – ceremoni for vinderen. Herfra klippes til det fælles omklædningsrum, hvor de udmattede ryttere vasker sveden og støvet af sig, mens de giver interview. De ligner mænd, der har været en tur i helvede.